# Ipira
Ipira est une ville brésilienne de l'ouest de l'État de Santa Catarina.

## Géographie
Ipira se situe par une latitude de 27° 24′ 13″ sud et par une longitude de 51° 46′ 23″ ouest, à une altitude de 409 mètres.
Sa population était de 4 752 habitants au recensement de 2010. La municipalité s'étend sur 150 km2.
Elle fait partie de la microrégion de Concórdia, dans la mésorégion ouest de Santa Catarina.

## Villes voisines
Ipira est voisine des municipalités (municípios) suivantes :
- Alto Bela Vista
- Peritiba
- Concórdia
- Presidente Castelo Branco
- Ouro
- Capinzal
- Piratuba